# شهرستان استانیسلاس (کالیفرنیا)
شهرستان ستانیسلاوس (به انگلیسی: Stanislaus County) نام یک شهرستان در ایالت کالیفرنیا در آمریکا است.